# Haidenreich János Lajos
Haidenreich János Lajos (Johann Ludwig Haidenreich, Heindenreich, Engelsberg, Osztrák-Szilézia, 1747. január 31. – 1803 után) orvosdoktor.

## Élete
1775-ben Nagyszombatban nyert orvosdoktori oklevelet. 1776. február 28-án a helytartótanács Győrbe ajánlotta orvosnak, viszont már 1776. július 9-én pedig Arad megye tiszti főorvosa lett. 1784-től 1790-ig a Jász- és Kun-kerületek főorvosa volt Jászberényben. 1790-től haláláig újból Arad megye főorvosaként dolgozott.

## Munkái
1. Dissertatio inaug. medica sistens Principia Musti. Tyrnaviae. 1775.
2. Medicina Aradiensis, tractatus de morbis in Dacia frequentioribus et de singulari eos tractandi methodo. Pestini, 1783.
3. Jedermann sollte sein eigener Arzt sein. Aus dem Taschenbuch für Freunde der Gesundheit. Ofen, 1784.
4. Instructio medicochirurgica in usum gremialium ruralium chirurgicorum conscripta; cui accedunt recusae Altissimae normales Dispositiones, de revocandis suffocatis, submersis... Pestini, 1785.
5. De astralgo ex scapo epistola informatoria. Pestini, 1786.
6. Von den Apotheken. Pestini, 1786.
7. Von der Nahrung ganz kleiner Kinder und einigen Arten von Convulsionen, nebst einigen Mitteln dieselben zu verhüten und zu heilen. Wien, 1799.
8. Historia asthemiae scorbuticae in multis gremialibus locis inclyti comitatus Aradiensis anno 1803 graviter saevientis, jussu ejusdem c. comit. conscripta et congesta. Temesvarini, 1803.